# Слэш-обозначения Фейнмана
Слэш-обозначения Фейнмана (менее известное как слэш-обозначения Дирака) — удобное обозначение, придуманное Ричардом Фейнманом для полей Дирака в квантовой теории поля. Если A является ковариантным вектором (то есть 1-формой), то
{\displaystyle {A\!\!\!/}\ {\stackrel {\mathrm {def} }{=}}\ \gamma ^{\mu }A_{\mu }}
используя соглашение о суммировании Эйнштейна, где γ — гамма-матрицы .

## Тождества
Используя антикоммутаторы гамма-матриц, можно показать, что для любого {\displaystyle a_{\mu }} и {\displaystyle b_{\mu }} ,
{\displaystyle {\begin{aligned}{a\!\!\!/}{a\!\!\!/}&\equiv a^{\mu }a_{\mu }\cdot I_{4}=a^{2}\cdot I_{4}\\{a\!\!\!/}{b\!\!\!/}+{b\!\!\!/}{a\!\!\!/}&\equiv 2a\cdot b\cdot I_{4}\,\end{aligned}}} ,
где {\displaystyle I_{4}} — единичная матрица в четырех измерениях.
В частности,
{\displaystyle {\partial \!\!\!/}^{2}\equiv \partial ^{2}\cdot I_{4}.}
Дальнейшие тождества могут быть получены непосредственно из тождеств гамма-матрицы путем замены метрического тензора на внутренние произведения. Например,
{\displaystyle {\begin{aligned}\operatorname {tr} ({a\!\!\!/}{b\!\!\!/})&\equiv 4a\cdot b\\\operatorname {tr} ({a\!\!\!/}{b\!\!\!/}{c\!\!\!/}{d\!\!\!/})&\equiv 4\left[(a\cdot b)(c\cdot d)-(a\cdot c)(b\cdot d)+(a\cdot d)(b\cdot c)\right]\\\operatorname {tr} (\gamma _{5}{a\!\!\!/}{b\!\!\!/}{c\!\!\!/}{d\!\!\!/})&\equiv 4i\epsilon _{\mu \nu \lambda \sigma }a^{\mu }b^{\nu }c^{\lambda }d^{\sigma }\\\gamma _{\mu }{a\!\!\!/}\gamma ^{\mu }&\equiv -2{a\!\!\!/}\\\gamma _{\mu }{a\!\!\!/}{b\!\!\!/}\gamma ^{\mu }&\equiv 4a\cdot b\cdot I_{4}\\\gamma _{\mu }{a\!\!\!/}{b\!\!\!/}{c\!\!\!/}\gamma ^{\mu }&\equiv -2{c\!\!\!/}{b\!\!\!/}{a\!\!\!/}\\\end{aligned}}}
где
{\displaystyle \epsilon _{\mu \nu \lambda \sigma }\,} — символ Леви-Чивиты.

## С четырьмя импульсами
Часто используя уравнение Дирака и решая его для сечений, можно найти обозначение косой черты для четырёхимпульса. Используя базис Дирака для гамма-матриц,
{\displaystyle \gamma ^{0}={\begin{pmatrix}I&0\\0&-I\end{pmatrix}},\quad \gamma ^{i}={\begin{pmatrix}0&\sigma ^{i}\\-\sigma ^{i}&0\end{pmatrix}}\,}
и определение четырёхимпульса
{\displaystyle p_{\mu }=\left(E,-p_{x},-p_{y},-p_{z}\right)\,}
получим
{\displaystyle {\begin{aligned}{p\!\!/}&=\gamma ^{\mu }p_{\mu }=\gamma ^{0}p_{0}+\gamma ^{i}p_{i}\\&={\begin{bmatrix}p_{0}&0\\0&-p_{0}\end{bmatrix}}+{\begin{bmatrix}0&\sigma ^{i}p_{i}\\-\sigma ^{i}p_{i}&0\end{bmatrix}}\\&={\begin{bmatrix}E&-\sigma \cdot {\vec {p}}\\\sigma \cdot {\vec {p}}&-E\end{bmatrix}}.\end{aligned}}}
Аналогичные результаты имеют место в других базисах, таких как базис Вейля.